# 耶珀·延森·科拉特
耶珀·延森·科拉特（丹麥語：Jeppe Jensen Kollat，1972年8月9日—），丹麦男子赛艇运动员。他曾代表丹麦参加世界赛艇锦标赛，获得二枚金牌、三枚银牌和一枚铜牌，均来自轻量级项目。